# Nemesis (Alton Towers)
Vous lisez un « bon article » labellisé en 2013.
Ne doit pas être confondu avec Nemesis Inferno, situé à Thorpe Park
Pour les articles homonymes, voir Némésis (homonymie).
Nemesis Reborn, anciennement connue sous le nom Nemesis, est un parcours de montagnes russes en métal du parc Alton Towers, situé à Alton, dans le comté anglais du Staffordshire, au Royaume-Uni. Ce sont des montagnes russes inversées développées par le constructeur suisse Bolliger & Mabillard. Ouvertes en 1994, ce sont les premières montagnes russes inversées et la première attraction de Bolliger & Mabillard en Europe.
L'histoire de l'attraction est celle d'une créature extraterrestre dérangée pendant des travaux de maintenance à Alton Towers. Pour la contrôler, 200 hommes l'ont clouée au sol avec plusieurs tonnes d'acier, qui sont devenues les rails de l'attraction. La gare représente la créature.
Le parcours a une longueur de 716 mètres et une descente de 31,7 mètres. Le train, qui atteint une vitesse maximale de 80,5 km/h, traverse quatre inversions : deux tire-bouchons, un looping vertical et un zero-G roll. À cause des restrictions de hauteur imposées par les autorités locales, le parcours a été construit en grande partie sous le niveau du sol, dans une immense fosse.

## Historique
Le projet initial, appelé « Secret Weapon 1 » (en français : arme secrète 1), est lancé en 1991. Le concepteur John Wardley choisit des montagnes russes pipeline du constructeur américain Arrow Dynamics. Le thème prévu est une base militaire top-secrète développant une nouvelle arme. À la suite des problèmes financiers d'Arrow et en raison des problèmes de conception de John Wardley dus aux restrictions de hauteur imposées par les autorités locales au parc, le projet est abandonné. Il revient un an plus tard avec pour nom de code « Secret Weapon 2 ». Ce projet prévoit de construire le circuit dans une fosse, ce qui résout les problèmes de hauteur. Il est lui aussi abandonné après que John Wardley teste le prototype à l'usine Arrow et le trouve lent et ennuyeux,. Le parc cherche ensuite une alternative et Wardley prend connaissance des rumeurs de l'époque entourant le dernier prototype du constructeur suisse Bolliger & Mabillard commandé par Six Flags, des montagnes russes inversées. Wardley contacte B&M pour se renseigner et une réunion a lieu peu après, au cours de laquelle Six Flags autorise le parc anglais à commander une attraction similaire, à condition que ce dernier n'en parle pas à d'autres parcs pendant le développement. Wardley travaille sur ce nouveau concept d'attraction, et le thème militaire s'oriente vers une créature extraterrestre. Le nom de code de cette nouveauté est « Secret Weapon 3 ».
Nemesis ouvre le 19 mars 1994, après un investissement de dix millions de livres sterling. Son inauguration est très médiatisée. L'attraction est vantée par Alton Towers comme l'« attraction à frissons ultime ». Elle ouvre la même année que deux autres attractions majeures au Royaume-Uni : Shockwave à Drayton Manor, des montagnes russes en position verticale d'Intamin, encore aujourd'hui exclusivités européennes, et Pepsi Max Big One, des hyper montagnes russes d'Arrow Dynamics situées à Blackpool Pleasure Beach et détenant le record mondial de hauteur et de vitesse à l'époque.
Le 27 août 2004, 32 personnes battent le record du monde du plus grand nombre de personnes nues sur des montagnes russes sur Nemesis. Le record précédent, établi en mai 2004 sur les montagnes russes Nemesis Inferno, à Thorpe Park, était de 28 personnes. Le record de Nemesis est battu le 8 août 2010, quand 102 personnes font un tour sur Green Scream, à Adventure Island. À la sortie de l'album Wonderland, du groupe britannique McFly, en 2005, Nemesis est renommé « Wonderland » pendant un mois. En avril 2009, le conseil du district de Staffordshire Moorlands reçoit 20 plaintes de résidents du village d'Alton disant que le bruit de Nemesis est plus fort qu'avant. Les employés du parc répondent qu'il est dû à des nouveaux pneus et qu'ils vont régler ce problème.
Le 6 novembre 2022, l'attraction ferme pour une rénovation majeure. Le 8 janvier 2024, le nouveau nom Nemesis Reborn est révélé.

## Thème

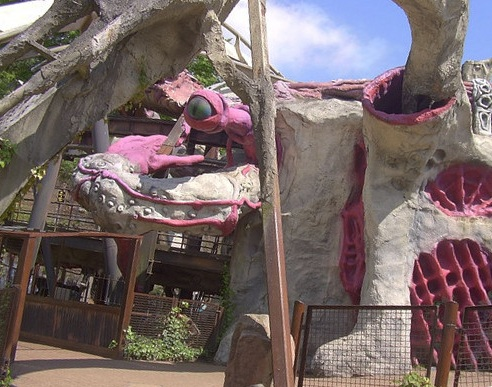
La gare de Nemesis représente la créature.

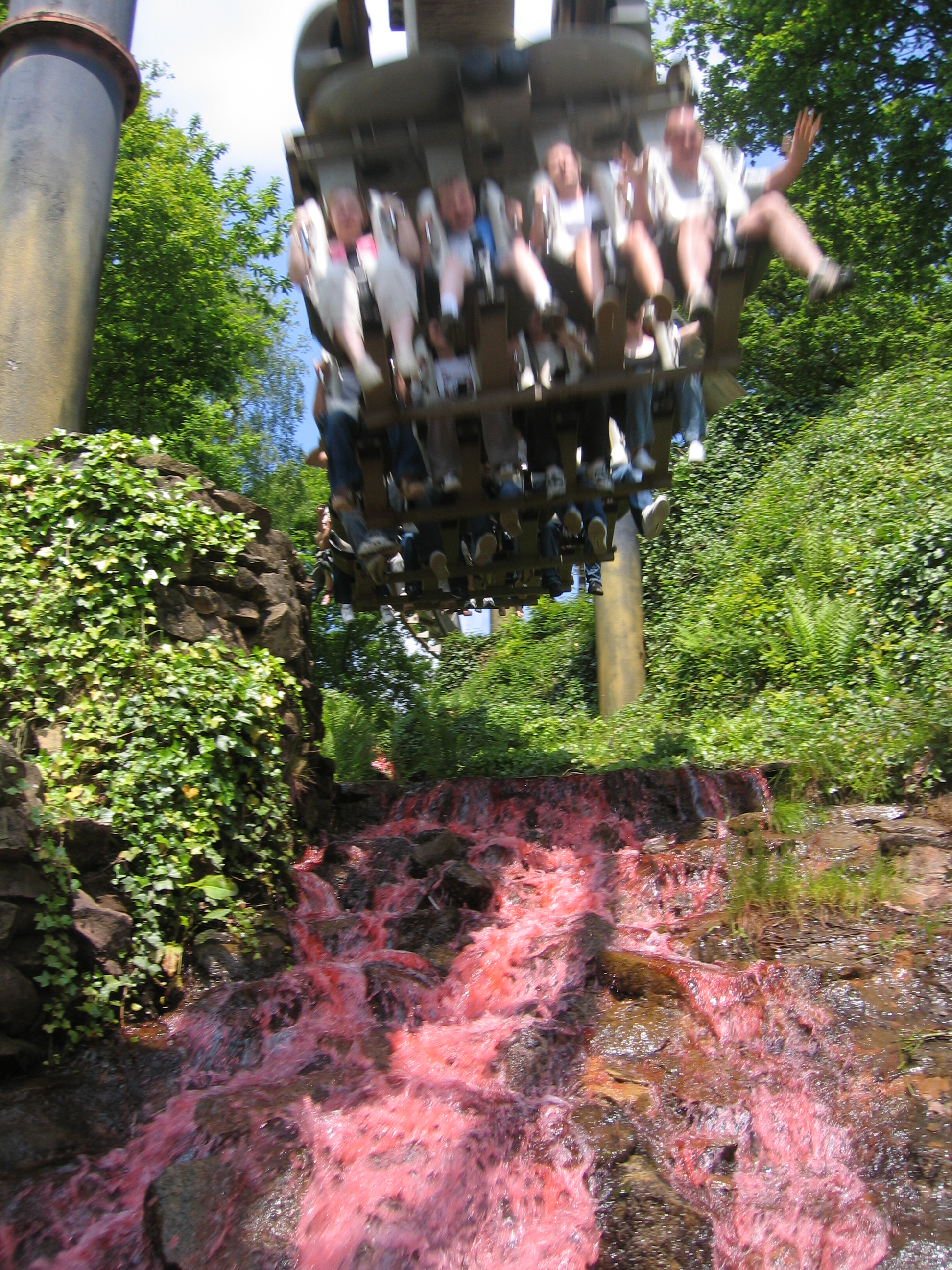
Des rivières colorées en rouge représentent le sang du monstre.

L'attraction est basée sur cette légende : « Nemesis vient d'une autre dimension, une dimension dépassant notre imagination. Il y a des théories, et il y a la légende… Sous le sol d'Alton Towers quelque-chose d'étrange et d'horrible se cachait : une créature venue sur la Terre il y deux millions d'années. La créature fut dérangée durant des travaux de maintenance sur une des autres attractions de la Forbidden Valley. La créature, furieuse d'avoir été découverte, provoqua des dégâts, arracha les arbres et détruisit les bâtiments. Un silence de sécurité tomba sur Alton Towers, historiens, archéologues et le ministère de la Défense commencèrent de sérieuses investigations. Ce qu'ils découvrirent était Nemesis. Il fallut le contrôler : 250 tonnes d'acier et 200 hommes clouèrent Nemesis au sol. L'habit d'acier du monstre a été tordu et plié dans des formes inhabituelles. L'acier devint le circuit des montagnes russes que les amateurs de sensations fortes essaient aujourd'hui : Nemesis. »
La gare de l'attraction représente le corps de la créature et les endroits où le train passe tout près de la roche évoquent les coups qu'elle donne en essayant de se libérer de l'acier qui la cloue au sol. La teinte rouge des rivières coulant dans les rochers représente son sang. L'attraction est construite dans une immense fosse. Elle représente la zone dans laquelle le monstre a été découvert.
Nemesis se trouve dans une zone appelée Forbidden Valley (vallée interdite). Cette zone reçoit son nom actuel à l'ouverture de l'attraction. C'est une terre sinistrée à l'ambiance post-apocalyptique. On y trouve notamment Galactica, des montagnes russes volantes construites en 2002 par Bolliger & Mabillard.

## Caractéristiques
« Les pieds pendants, les loopings et les inversions fournissent une expérience unique. »

— Bolliger & Mabillard

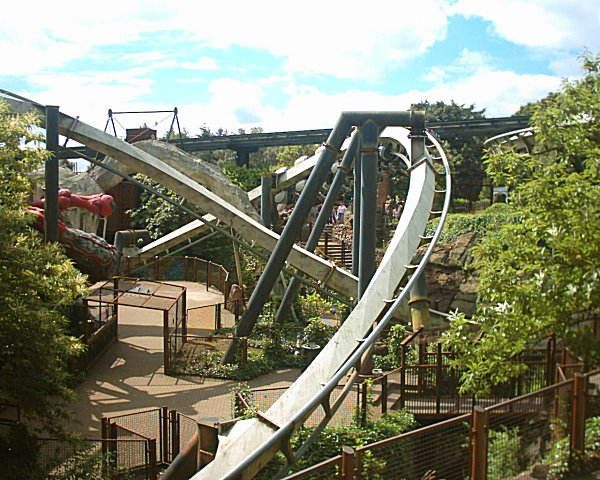
Vue de l'attraction.

Nemesis est un parcours de montagnes russes inversées construit par l'entreprise suisse Bolliger & Mabillard. C'est la première attraction de ce type à ouvrir en Europe, et la quatrième dans le monde, après Batman: The Ride à Six Flags Great America en 1992, Flight Deck à California's Great America et Batman: The Ride à Six Flags Great Adventure en 1993, toutes trois situées aux États-Unis. C'est aussi la première attraction construite par Bolliger & Mabillard en Europe.
Conçu par l'Allemand Werner Stengel, le parcours fait quatre inversions. Il a une longueur de 716 mètres, une hauteur de 13 mètres et une descente de 31,7 mètres. La vitesse maximale est de 80,5 km/h et le parcours dure une minute et vingt secondes. Nemesis fait partie des montagnes russes inversées construites par Bolliger & Mabillard les plus courtes et ce sont les moins hautes d'entre elles.
Les autorités locales imposent à Alton Towers de ne pas construire de montagnes russes dépassant la hauteur des arbres. Comme ils ne pouvaient pas construire vers le haut, les concepteurs ont décidé de construire vers le bas. L'attraction est donc construite dans une immense fosse. Le lift hill est un des rares éléments visibles depuis le niveau du sol. Les deux trains de Nemesis, composés de huit wagons, ont trente-deux places chacun. Les passagers sont assis en rangées de quatre.

## Parcours

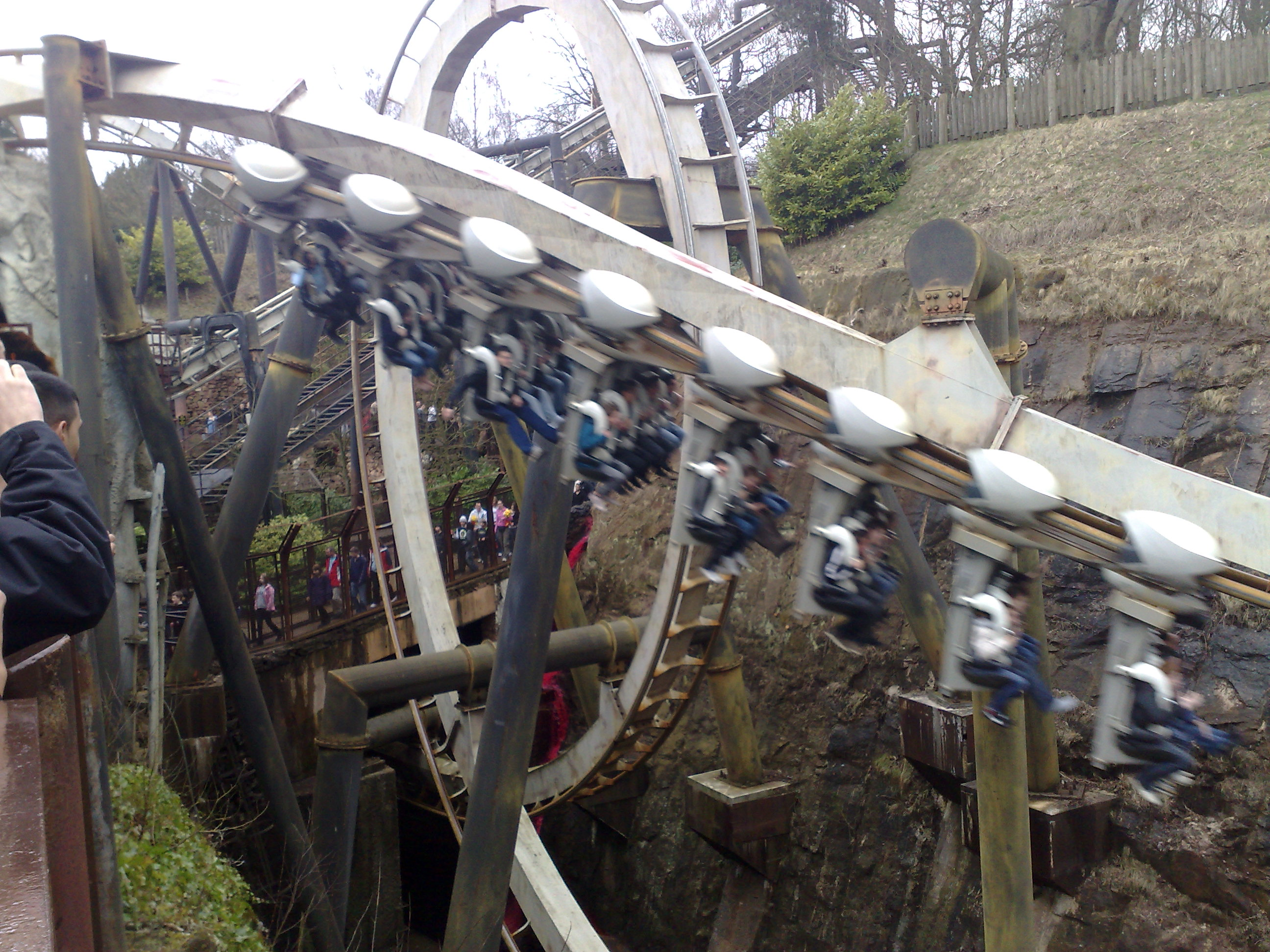
Un train passant devant le looping vertical, situé dans la fosse.

Le parcours de Nemesis a une durée d'une minute et vingt secondes et passe par quatre inversions. Le parcours étant situé en grande partie dans une fosse, le train passe près des rochers. Il traverse plusieurs tunnels.
Après avoir quitté la gare, le train effectue un virage vers la droite et commence à gravir le lift hill à chaîne en longeant la colline. Le train entame ensuite la première descente, qui fait un demi-tour vers la gauche. Il prend de la vitesse avant d'arriver dans le premier élément du parcours, un tire-bouchon vers la droite. Le train va ensuite dans une spirale à 270° vers la droite. Il s'agit du passage le plus intense du parcours. Après la spirale, il se dirige dans la deuxième inversion, un zero-G roll suivi d'un demi-tour vers la droite et de la troisième inversion, un looping vertical. Le train effectue ensuite un demi-tour vers la gauche et emprunte la quatrième et dernière inversion du parcours, un tire-bouchon. Après un dernier demi-tour vers la droite, le train arrive dans la zone de freinage finale,.

## Fonctionnement

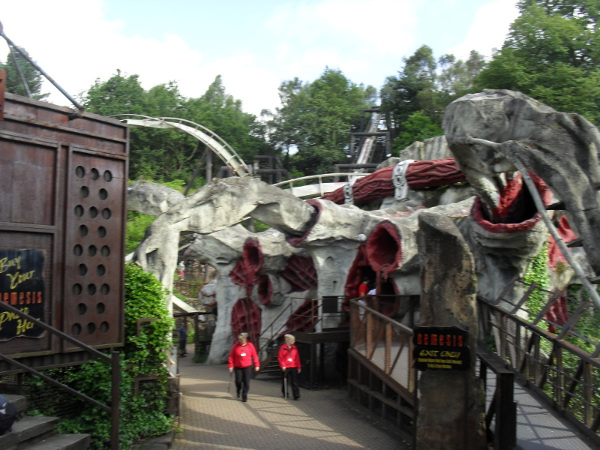
La gare de Nemesis, avec l'escalier de la file pour les passagers seuls au centre, la sortie de l'attraction à droite et le lift hill en arrière-plan.

Nemesis fait partie des thrill rides, c'est-à-dire des attractions à frissons, du parc. Aucun âge minimum n'est requis pour l'emprunter, mais les passagers doivent mesurer au moins 1,40 mètre. L'accès est autorisé aux personnes handicapées.
La file d'attente de Nemesis serpente autour de la fosse, ce qui permet aux personnes faisant la queue d'observer le parcours. En atteignant la gare, les passagers ont le choix entre la file pour le premier rang et la file pour les rangs 2 à 8. Une file pour les passagers seuls est également présente. Le service Fastrack est disponible sur Nemesis. C'est un service payant permettant aux passagers d'accéder à l'attraction sans faire la queue. Dans la zone d'embarquement, des casiers destinés à recevoir les objets pouvant être perdus durant le parcours sont à disposition du public. Dans le train, les passagers sont tenus par des anses de sécurité, qu'ils baissent par-dessus les épaules. Des photos du tour sont disponibles à la sortie de l'attraction.
Les deux trains, pouvant accueillir 32 passagers chacun, permettent un débit de 1 400 personnes par heure.

## Accueil

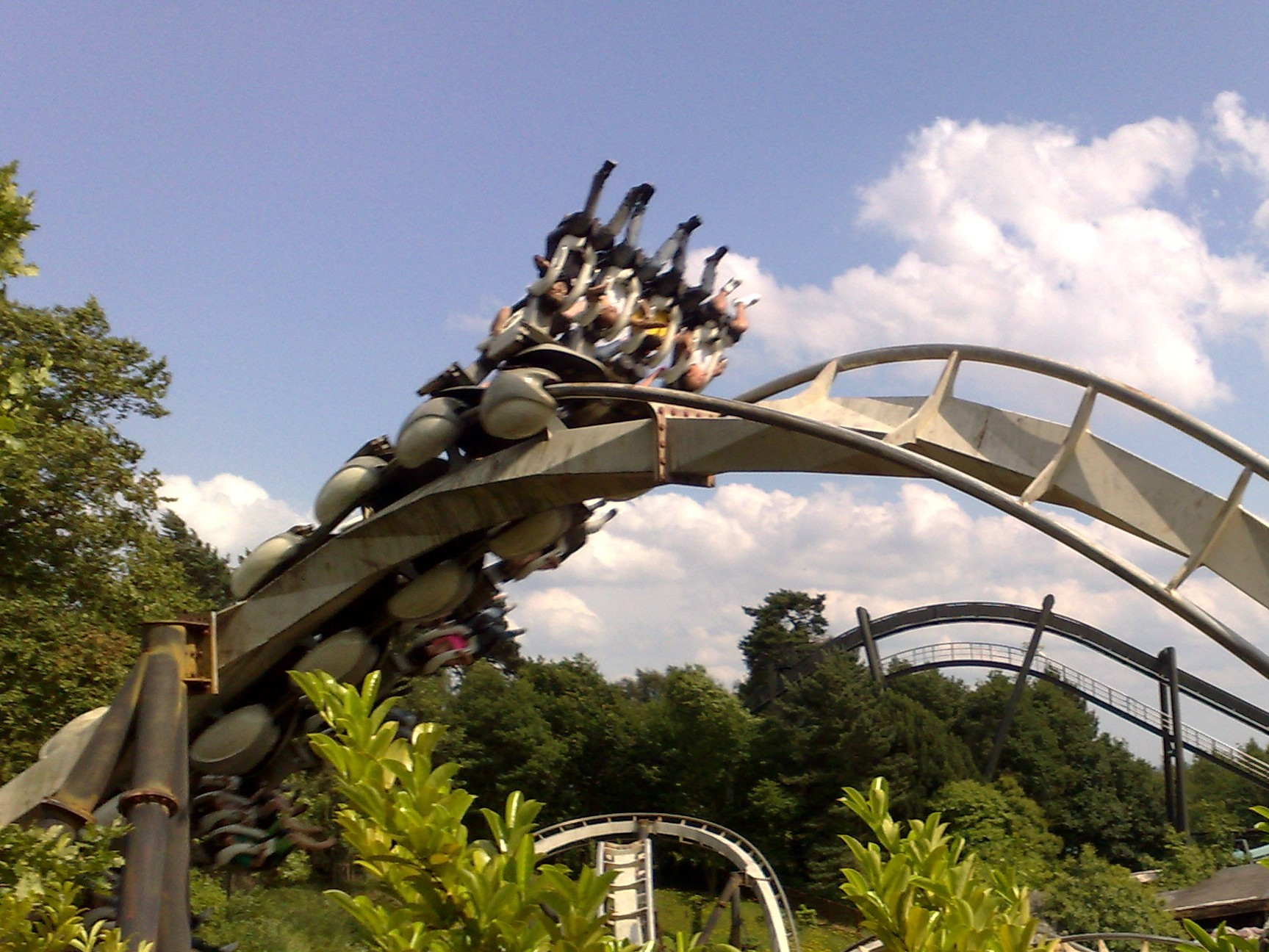
Un train dans un des deux tire-bouchons.

Malgré son âge et ses dimensions modestes, Nemesis est actuellement considéré comme un des meilleurs parcours de montagnes russes inversées du monde. L'attraction est très appréciée pour son intensité, son intégration au terrain et ses décors,. Depuis son ouverture en 1994, 50 millions de personnes sont montées dans l'attraction. Les Golden Ticket Awards sont des prix attribués chaque année par Amusement Today, un journal publié par l'industrie des loisirs. Les classements sont obtenus par un sondage international organisé par le journal. D'après ces classements, Nemesis fait chaque année partie des 20 meilleures montagnes russes en métal du monde depuis leurs débuts en 2000. En 2003, il est au septième rang.
| Année | 2000 | 2001 | 2002 | 2003 | 2004 | 2005 | 2006 | 2007 | 2008 | 2009 | 2010 | 2011 | 2012 | 2013 |
| ----- | ---- | ---- | ---- | ---- | ---- | ---- | ---- | ---- | ---- | ---- | ---- | ---- | ---- | ---- |
| Rang  | 14e  | 19e  | 18e  | 7e   | 17e  | 16e  | 16e  | 14e  | 13e  | 20e  | 18e  | 12e  | 16e  | 20e  |

Le Mitch Hawker's Roller Coaster Poll est un sondage effectué sur Internet. Un classement des meilleures montagnes russes est effectué chaque année d'après les réponses de centaines de passionnés de montagnes russes. D'après ces classements, Nemesis fait partie des neuf meilleures montagnes russes en métal du monde chaque année depuis 1999. En 2006, cette attraction est au troisième rang.
| Année | 1999 | 2001 | 2002 | 2003 | 2004 | 2005 | 2006 | 2007 | 2008 | 2009 | 2010 | 2012 | 2013 |
| ----- | ---- | ---- | ---- | ---- | ---- | ---- | ---- | ---- | ---- | ---- | ---- | ---- | ---- |
| Rang  | 5e   | 5e   | 9e   | 6e   | 9e   | 4e   | 3e   | 6e   | 6e   | 7e   | 5e   | 12e  | 9e   |

## Postérité
La popularité de Nemesis est telle qu'une « suite » a été construite : Nemesis Inferno ouvre à Thorpe Park, dans le Comté de Surrey, en Angleterre, le 5 avril 2003. Il s'agit, tout comme Nemesis, de montagnes russes inversées construites par Bolliger & Mabillard. L'histoire raconte que la créature de Nemesis a tenté de se libérer. Cela a créé une fracture souterraine, qui a formé un volcan à Thorpe Park.
Le 24 mars 2012, Nemesis: Sub-Terra (en) ouvre dans la Forbidden Valley, à Alton Towers. C'est une attraction en intérieur de type parcours scénique comprenant une tour de chute construite par l'entreprise suisse ABC Engineering. L'attraction raconte l'histoire originale de la découverte de la créature de Nemesis,.